# Žytkavičy
Žytkavičy (bělorusky Жыткавічы, rusky Житковичи) je běloruské město, které se nachází v Homelské oblasti, 238 km západně od Homelu, 229 km od Minsku a 25 km od města Turaŭ a železniční stanice na trase Homel — Luniněc. V roce 2010 zde žilo na 15,9 tisíc obyvatel.

## Název
Jméno bývalé bohaté a splavné řeky Žytkaŭka pravděpodobně pochází od jezera Žyd, podle kterého město dostalo své jméno.

## Historie
První písemná zmínka pochází k roku 1500, kdy byla součástí Sluckého knížectví Litevského velkoknížectví pod jménem Žydkavičy (bělorusky Жыдкавічы). Prvním známým majitelem osady byla rodina Kučuki-Sjestryncevičy.
V důsledku druhého dělení Polska v roce 1793 se stala osada součástí Ruského impéria a centrem farnosti Mazyrského povětu Minské gubernie. V tomto roce zde bylo 79 obydlí a městem procházelo spojení Mazyr—Davyd-Haradok, v provozu byla i pošta.
Zejména po výstavbě Polesské železniční tratě na místě bývalých vesnic Zarečča a Bjarežža v roce 1886 se začalo vytvářet pracovní sídlo Žytkavičy. Začal se rozvíjet průmysl zastoupený především dřevozpracujícími a zemědělskými podniky. Od této chvíle začíná Žytkavičy vystupovat jako největší sídlo v kraji a na počátku 20. století překonává město Turaŭ v počtu obyvatel.
Od roku 1924 je centrem rajónu a od roku 1938 městským sídlem. Od roku 1954 je součástí Homelské oblasti a od roku 1971 je Žytkavičy město. Obyvatelstvo se zabývá především zemědělstvím a včelařstvím.

## Znak
Ve španělském červeném štítu je vlnitý stříbrný pás a nad ním znak „Sjastrynec” ve stříbrné barvě. Zvlněný stříbrný pás symbolizuje řeku Hnilicu. Znak „Sjastrynec” je památka na erb Kučukach-Sjestryncevičých, prvních známých majitelích osady.

## Ekonomika
Ve městě jsou lesnické, dřevozpracující a potravinářské podniky, meteorologická stanice a hotel Polesí. Na okraji města jsou velká ložiska hnědého uhlí.

## Administrativní členění
Město je administrativně rozděleno na 5 mikrorajónů
- Azjorny — jižní a nejnovější část města
- BMU — západní část města
- Zubrania — centrální část města
- Selhaztechnika — jihozápadní část města
- Uschodni — severní část města, obyvatelé této části jsou často nazýváni „Sonječny“

## Doprava

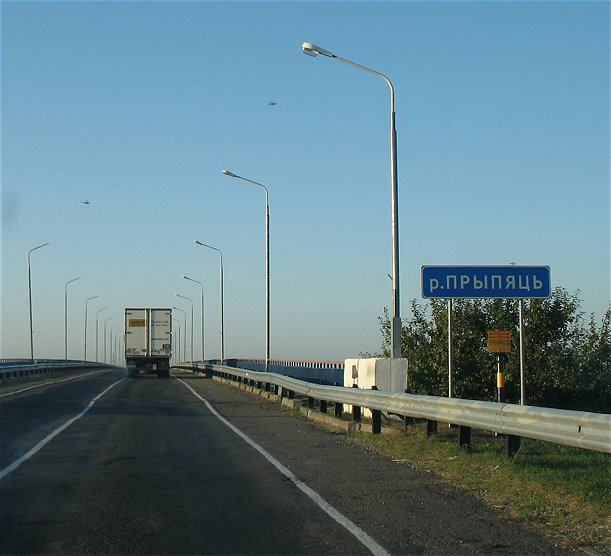
Most přes řeku Pripjať, most na regionální silnici P88 ve městě Žytkaviči

Přes město prochází železniční trať Brest — Homel, Homel — Luniněc a dálnice Brest — Homel, Minsk — Mikaševičy, Žytkavičy — Stolin, Žytkavičy — Ljuban. V provozu je železniční stanice a autobusové nádraží.

## Slavní rodáci
- Natalja Čornahalova (Натальля Чорнагалова; * 1954) — umělkyně, který pracuje s malířským stojanem a tvoří krajiny, zátiší a portréty

- Serhij Radakoŭski (Сергій Радакоўскі; * 1882) — pravoslavný kněz

- Ljudmila Piskun (Людміла Піскун; * 31. srpen 1938) — běloruská filoložka, učitelka ruského jazyka a literatury

- Mikolaj Damaškjevič (Мікалай Дамашкевіч; * 1949) — v letech 1998 až 2007 předseda výkonného výboru Minské oblasti

- Leanid Marholič (Леанід Марголін; 5. září 1957) — ruský hudebník, multiinstrumentalista, skladatel a aranžér

- Michas Miranovič (Міхась Мірановіч; 6. červen 1963) — stálý člen Sněmovny reprezentantů Národního shromáždění Běloruské republiky pro legislativu a soudnictví a právní záležitosti, je ženatý a má syna a dceru

- Michas Matoch (Міхась Матох; * 26. říjen 1965) — seržant, velitel bojového vozidla pěchoty a velitel družstva, pro odvahu a statečnost byl posmrtně vyznamenán Řádem Rudé hvězdy

- Uladzimjer Budnik (Уладзімер Буднік) — běloruský skladatel

- Jan Saŭčyc (Ян Саўчыц) — podplukovník, v květnu 2003 byl jmenován vedoucím Maskoŭského policejního oddělení města Brest

- Sjarhej Mackjevič (Сяргей Мацкевіч; * 28. leden 1977) — běloruský sportovec, za 6 hodin zvedl šestnácti librovou činku 9503krát

- Ales Tabolič (Алесь Таболіч) — studentský aktivista národopisné společnosti Znič, kde společně s přáteli shromažďuje a archivuje původní písně

- Aljeh Sahadzin (Алег Сагадзін; * 29. listopad 1980) — několikanásobný mistr Běloruska, stříbrný medailista z mistrovství světa mládeže ve vzpírání

- Aljaksander Voŭk (Аляксандар Воўк) — několikanásobného mistra světa ve vzpírání